# Luchthaven M'Vengue El Hadj Omar Bongo Ondimba
Luchthaven M'Vengue El Hadj Omar Bongo Ondimba, afgekort ook Luchthaven M'Vengue (IATA: MVB, ICAO: FOON) is een luchthaven in Franceville, Gabon.